# David Gutiérrez Ledesma
David Gutiérrez Ledesma (Salamanca, Guanajuato, 17 de setembro de 1937) é um pianista e professor mexicano.

## Biografia
David Gutiérrez nasceu em Salamanca (Guanajuato, México) no dia 17 de setembro de 1937, filho de María Ledesma Costa e David Gutiérrez Rivera, um clarinetista. Seu pai lhe ensinou o solfejo e depois o matriculou à Escuela Diocesana de Música Sacra de León, tendo como professor Miguel Bernal Jiménez. Nos anos 1950, torna-se também aluno de Gerhard Münch. Em 1966, junto com Alfonso Salgado Sánchez, funda o Coro Miguel Bernal Jiménez e, no ano seguinte, José Rodríguez Frausto, diretor da Orquesta Sinfónica de la Universidad de Guanajuato o convida a tocar o concerto para duas mãos de Poulenc com Rodolfo Ponce Montero. Em 1968 funda o Coro de la Escuela de Música de Guanajuato. De 1971 a 1974 conduz o Requiem de Mozart e Sereias de Claude Debussy. Em 1976 grava a obra completa para voz e piano do compositor Silvestre Revueltas, com Edith Contreras Bustos.

## Prêmios e reconhecimentos
- Em 2003, foi agraciado pelo estado de Guanajuato com o prêmio Diego Rivera por sua trajetória e suas contribuições.[6]
- Em abril de 2023, na cidade de Salamanca e na capital do estado, Guanajuato, houve um festival em sua homenagem, com cinco dias de concertos e a presença de mais de 100 artistas.[7][8][9]Referências

1. ↑  Camarena, Mario; Meza, Ada Marina Lara (2007). Memoria y oficios en México, siglo XX (em espanhol). [S.l.]: Consejo Nacional de Ciencia y Tecnología. ISBN 978-968-864-453-9. Consultado em 2 de abril de 2023
2. ↑  Solorio Farfán, Hirepan. La institucionalización musical en México derivada de la Escuela de Música Sagrada en Morelia en el siglo XX. [S.l.]: Universidad Nacional Autónoma de Aguascalientes. p. 158. Consultado em 2 de abril de 2023
3. ↑  Pérez Sánchez, Alfonso (2020). «Tessellata Tacambarensia n.º 3 de Gerhart Muench: la grabación sonora como referencia de la praxis interpretativa». De Nueva España a México: el universo musical mexicano entre centenarios (1517-1917). [S.l.]: Universidad Internacional de Andalucía. ISBN 978-84-7993-357-9. Consultado em 2 de abril de 2023
4. ↑  «Coro Polifónico Miguel Bernal Jiménez 52 Aniversario». Museo de la Ciudad de León. 2018
5. ↑  «Contreras, Edith | WorldCat.org». www.worldcat.org (em espanhol). Consultado em 2 de abril de 2023
6. ↑  Salamanca, Víctor Razo | El Sol de. «Gobierno municipal realiza homenaje en vida al artista David Gutiérrez Ledesma». El Sol de Salamanca | Noticias Locales, Policiacas, de México, Guanajuato y el Mundo (em espanhol). Consultado em 2 de abril de 2023
7. ↑  «Dirección de cultura realizará homenaje a músico salmantino David Gutiérrez Ledezma». El Salmantino (em espanhol). 15 de março de 2023. Consultado em 2 de abril de 2023
8. ↑  «Salamanca rendirá homenaje al maestro David Gutiérrez Ledesma». Kiosco de la Historia (em espanhol). 30 de março de 2023. Consultado em 2 de abril de 2023
9. ↑  Información (31 de março de 2023). «Municipio rendirá homenaje al pianista David Gutiérrez Ledesma». Radar de Centro (em espanhol). Consultado em 2 de abril de 2023